# TGV

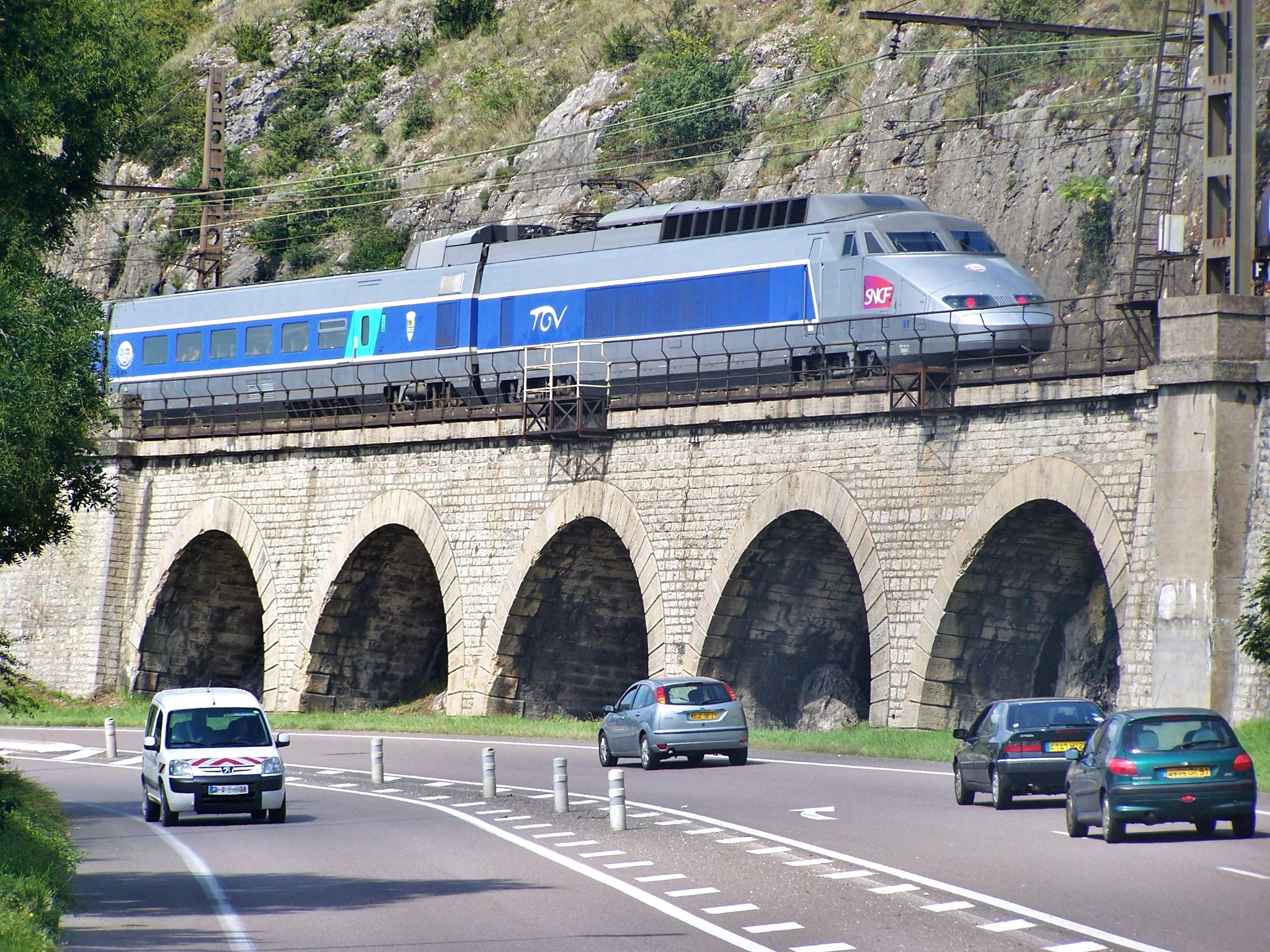
TGV-Sud-Est близ Дижона

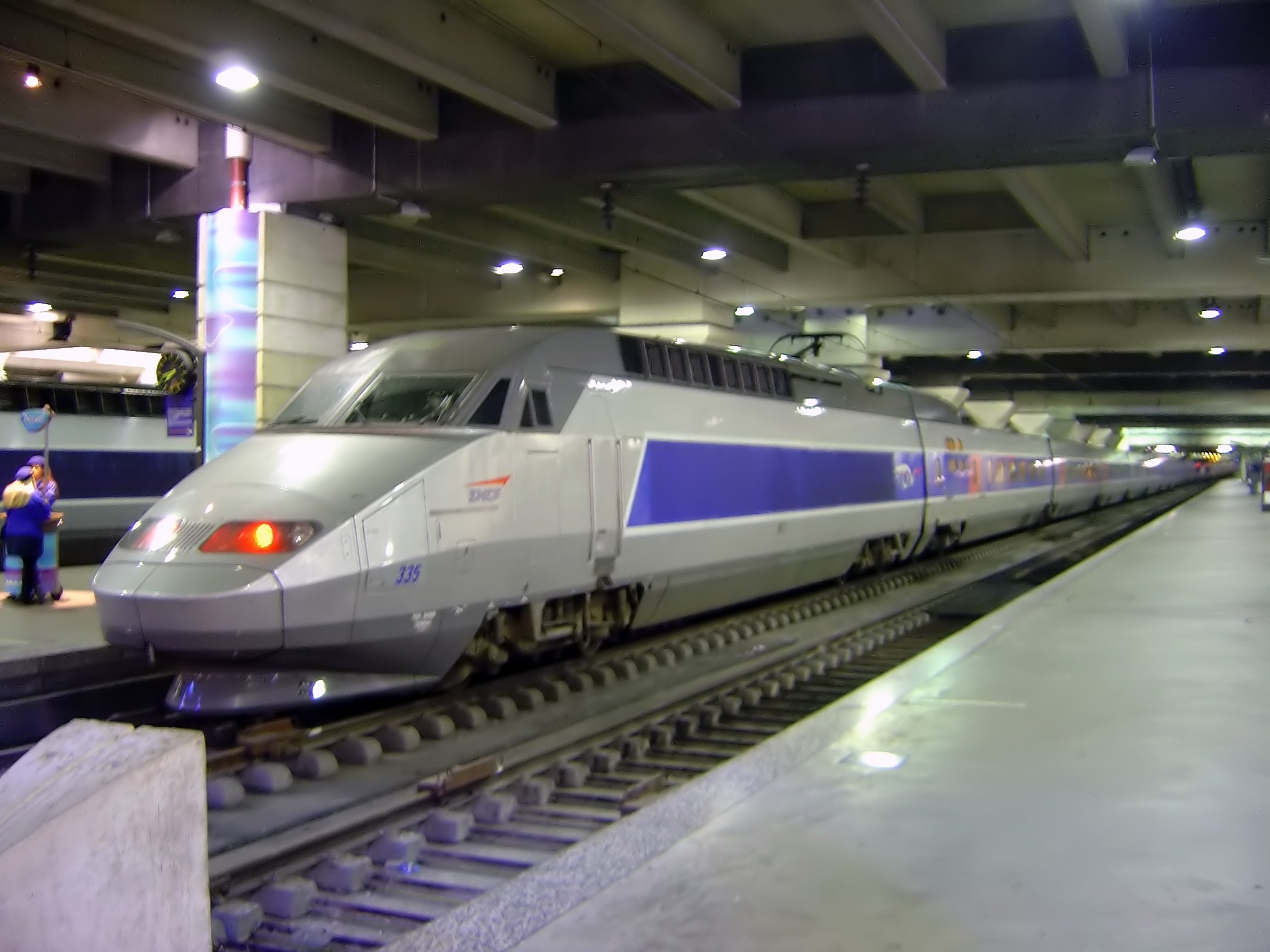
TGV-A отправляется от платформы вокзала Монпарнас в Париже.

TGV (сокр. фр. Train à Grande Vitesse — поезд высокой скорости, читается: тэ-жэ-вэ) — французская сеть скоростных электропоездов, разработанная GEC-Alsthom (ныне Alstom) и национальным французским железнодорожным оператором SNCF. В настоящее время управляется SNCF. Первая линия была открыта в 1981 году между Парижем и Лионом.

## Краткая характеристика
Сегодня сеть TGV охватывает города на юге, западе и северо-востоке Франции. Некоторые соседние страны, в том числе Бельгия, Италия и Швейцария, построили свои линии TGV и подключили их к французской сети. В Германии и Нидерландах действует аналогичная и совместимая с TGV железнодорожная сеть Thalys, а в Великобритании — Eurostar. Планируется строительство новых линий в самой Франции и соседних странах. 
Поезда TGV способны двигаться со скоростями до 350 км/ч — это стало возможным благодаря строительству специальных железнодорожных линий без малых радиусов кривых. Поезда оснащены мощными тяговыми двигателями, сочленёнными вагонами, облегчёнными тележками, а также устройствами автоматической локомотивной сигнализации (АЛС), благодаря которой машинисту не требуется высматривать сигналы светофоров на больших скоростях. Поезда TGV производит фирма Alstom, с использованием отдельных узлов фирмы Bombardier. За исключением небольшой серии TGV, используемой для почтового сообщения между Парижем и Лионом, TGV служит для пассажирских перевозок. Системы, аналогичные TGV, действуют в Южной Корее (KTX), Испании (AVE) и Соединённых Штатах Америки (Acela).

## Технические характеристики

### Электронная система управления
TGV развивают слишком большую скорость, поэтому машинисты могут не заметить сигнала светофора. Для сигнализации в поезде используется система TVM. Информационный сигнал идёт по рельсам на приборную доску. В случае недостаточно быстрой реакции машиниста поезд затормозит автоматически.

### Главный трансформатор
Преобразует переменное напряжение 25 000 вольт, подающееся на контактный провод, в 1500 вольт. Является наиболее массивным конструктивным элементом весом около 8 тонн.

### Выпрямитель
Преобразует переменный ток, выдаваемый трансформатором, в постоянный, пригодный для питания инвертора, который, в свою очередь, питает тяговые двигатели.

### Вспомогательный преобразователь
Освещение вагонов поезда питается напряжением 72 вольта, остальные системы потребляют 380 вольт.

### Фреоновая система охлаждения
Для отвода значительного количества тепла от электросистем поезда используется система охлаждения, построенная по принципу типовых промышленных холодильников.

### Тормозной реостат
Представляет собой гигантскую спираль, охлаждаемую потоком набегающего воздуха. К ней подключаются двигатели, работающие при торможении в режиме генератора.

### Пантограф
Пантограф (или токоприёмник) имеет специальную конструкцию. Специальные особенности позволяют избежать формирования «стоячей волны» или колебаний провода, которые рвут его при быстром движении пантографа по проводу.

### Ударопоглощающий блок
Представляет собой сотоподобную конструкцию носа кабины машиниста из алюминия. Системы пассивной безопасности появились на этих поездах после аварии 28 сентября 1988 года, когда поезд, следовавший через г. Вуарон, столкнулся на переезде с грузовиком, перевозившим трансформатор весом 100 тонн. Машинисты успели затормозить до 110 км/ч, но большой тормозной путь при этой скорости не позволил избежать столкновения. Позднее поезда были доработаны, и этот случай оказался единственным происшествием, повлекшим человеческие жертвы на поездах TGV (не считая теракта 31 декабря 1983 года, когда в поезде была взорвана бомба).

### Железнодорожные пути системы LGV
TGV в основном использует специально построенные пути, называемые LGV (фр. Ligne à Grande Vitesse — высокоскоростная линия) — это является принципиальным моментом всей системы, так как линии специально созданы для движения на скоростях более 300 км/ч. В то же время широко используются и обычные пути.
- Радиус кривых на LGV составляет более 4000 м (6000 м на новых скоростных линиях).
- Горизонтальный профиль путей LGV может быть гораздо больше, чем обычных железнодорожных путей (очень высокая кинетическая энергия, набранная поездом, позволяет ему заезжать на большие уклоны без большого урона его энергопотреблению, а также ехать вниз по уклону по инерции). Уклон достигает 35 ‰ (пересечение горного массива Морван фр. Morvan), на линии Кёльн-Франкфурт он доходит до 40 ‰.
- Межосевые расстояния путей увеличены (до 4,2 — 4,5 м) для предотвращения негативного влияния аэродинамических эффектов, возникающих при разъезде встречных поездов.
- Тоннели, через которые проходит LGV, должны быть специально спроектированы (особенно на въезде и выезде) для минимизации эффектов аэродинамического давления.
- Используется специальная система дорожной сигнализации, т. к. использование обычной системы светофоров не представляется возможным (машинистам трудно видеть сигналы на высокой скорости).
- Используются специальные звукопоглощающие экраны, установленные в местах, где поезда проходят через населённые пункты.

### Двигатель
Мощность каждого двигателя постоянного тока, встроенного в тележку — 1100 киловатт (около 1500 л. с.). Общая мощность поезда — 12 200 киловатт (около 16 000 л.с.).

### Тележка
В отличие от обычных поездов, в поездах TGV каждые два вагона имеют общую колёсную тележку. Такая конструкция необходима для того, чтобы в случае схода поезда с рельсов он не смог перевернуться, и для предотвращения эффекта телескопичности (вагоны входят друг в друга при лобовом столкновении поезда, нанося серьёзные повреждения пассажирам). Также с помощью этого механизма сила трения колёс и рельсов уменьшается почти в два раза. Собственную тележку имеют только головной и хвостовой вагоны.

### Сцепка
Из-за того, что вагоны поездов TGV делят «общую тележку», формирование состава сопряжено с некоторыми трудностями. Весь состав приходится поднимать на специальном подъёмнике и ставить на другие колёсные пары либо применять специальную раму для временной стоянки отдельного вагона на рельсах.
Головные вагоны имеют автосцепку Шарфенберга, скрытую под обтекателем. Перед сцеплением головной обтекатель разделяется на две части, которые поворачиваются вбок.

### Пневмоподвеска
Вагоны установлены на пневматических подвесках сложной конструкции, которые не только гасят вибрации и шум при движении поезда на высокой скорости, но и предотвращают опрокидывание вагонов при сходе поезда с рельсов. На разработку этой сложной инженерной системы ушло более 11 лет.

## История
Впервые идея создания TGV возникла в 1960-е годы под влиянием строительства Японией скоростной сети Синкансэн (1959 год). В то время Французское правительство покровительствовало новым технологиям, велись исследования по созданию маглевов и даже поездов на воздушной подушке Aerotrain. Одновременно с этим SNCF начало проектирование скоростного поезда, который можно было бы использовать на обычных железных дорогах.
Первоначально планировалось, что TGV будет турбопоездом (с газотурбинным двигателем), само название расшифровывалось как turbine grande vitesse (скоростная турбина). Газовая турбина была выбрана в качестве двигателя за относительно небольшой размер, а также большу́ю удельную и выходную мощность. Был построен первый прототип TGV 001 с этим типом двигателя, однако резкое увеличение цены на нефть во время энергетического кризиса 1973 года вынудило отказаться от газовых турбин из-за повышенного, по сравнению с дизелем, расхода топлива. Топливного бака TGV 001 объёмом в 8 тыс. литров хватало только на 1100 км пути. Было решено реализовывать проект на основе электропоездов, питающихся от контактной сети. Планировалось, что электричество будет вырабатываться в достаточном количестве на новых французских атомных электростанциях.
Однако труды по созданию прототипа TGV 001 не прошли даром: на его основе была испытана специальная тормозная система, которая должна была рассеивать большой объём кинетической энергии, набираемой поездом во время движения. Также этот прототип был испытательным полигоном для новой аэродинамики и сигнальной системы. Поезд был сделан сочленённым, то есть соседние вагоны имели общую тележку, которая позволяла вагонам двигаться свободно друг от друга. Во время испытаний поезд-прототип развил скорость в 318 км/ч, что до сих пор остаётся мировым рекордом для поездов без электрической тяги. Внешний и внутренний вид прототипа был разработан французским дизайнером Жаком Купером. Созданный им дизайн, включая характерную форму носового обтекателя, был использован во всех последующих поколениях TGV.
Перевод TGV на электрическую тягу потребовал существенных изменений в компоновке поезда. Создание полностью электрического прототипа под кодовым названием Zébulon было закончено в 1974 году, на нём были обкатаны новые тяговые двигатели, пантографы, подвеска тяговых двигателей и тормозная система. Установка новых двигателей позволила уменьшить вес головных вагонов на 3 тонны. В ходе испытаний прототип преодолел почти миллион километров пути.
В 1976 году Французское правительство выделило деньги на крупномасштабную реализацию проекта TGV, и вскоре началось строительство первой скоростной линии LGV Sud-Est (фр. ligne à grande vitesse — скоростная линия Юго-Восток).

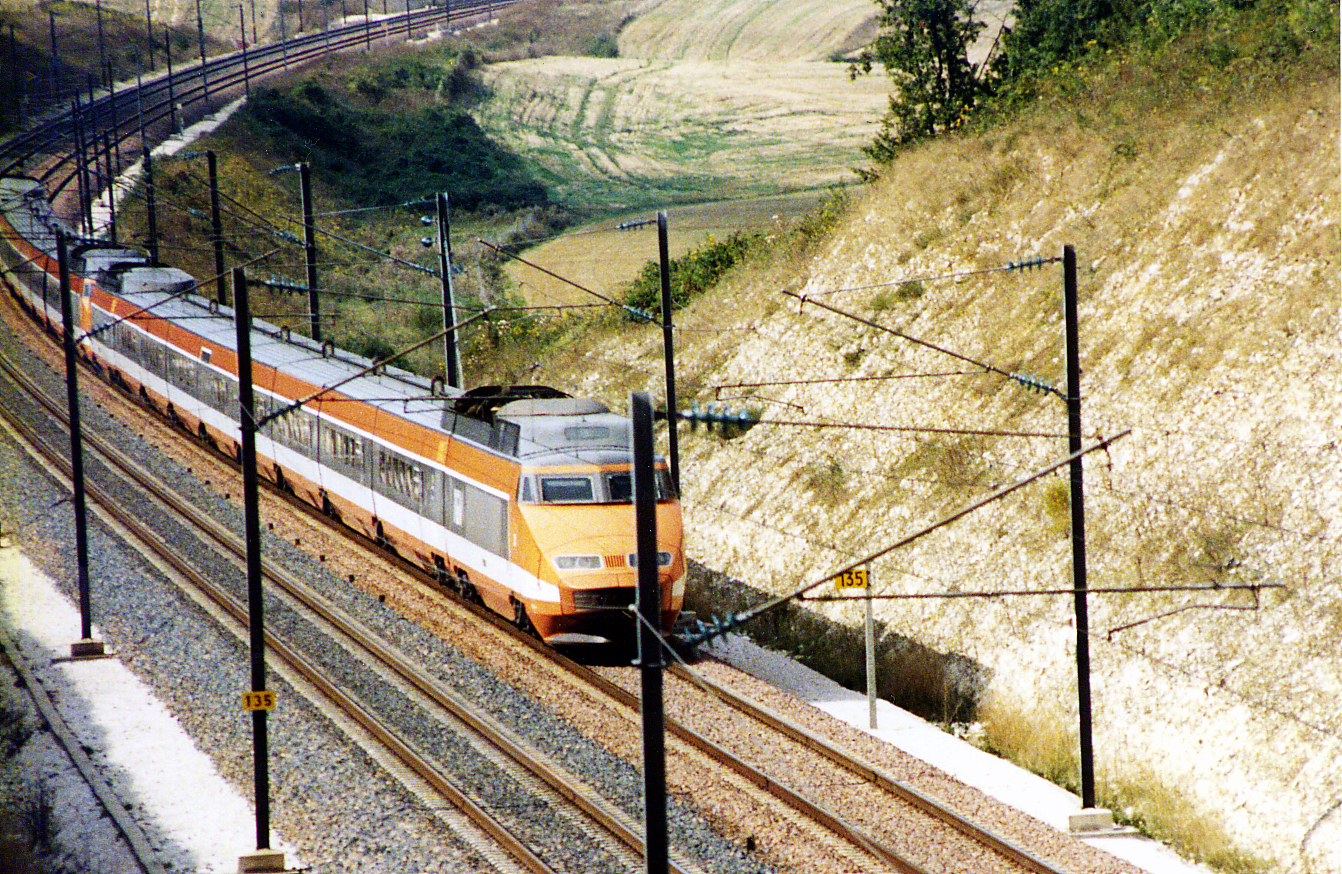
Поезд TGV PSE на линии Париж-Лион в оригинальной оранжевой раскраске (1987 год).

После того как два опытных состава подверглись тщательным испытаниям и модификациям, поезд TGV был запущен в производство, и первый серийный экземпляр был передан железной дороге 25 апреля 1980 г. Пассажирское сообщение TGV между Парижем и Лионом было открыто 27 сентября 1981 г. Предполагалось, что поездом станут пользоваться бизнесмены, часто перемещающиеся между этими городами. Как средство транспорта, TGV был значительно быстрее обычных поездов, автомобилей и даже самолётов. Поезда вскоре стали популярны не только среди бизнесменов — общество приветствовало этот быстрый и практичный способ передвижения между городами.
Строительство скоростных трасс во Франции продолжалось: была открыта линия LGV Атлантика до Тура и Ле Мана (строительство началось в 1985, движение открыто в 1989); LGV Северная Европа в сторону Кале и бельгийской границы (строительство началось в 1989, движение открыто в 1993); LGV Рона-Альпы стало продолжением линии LGV Юго-Восток, продлив её до Валанса (строительство началось в 1990, движение открыто в 1992). В 2001 году открылось движение по LGV Средиземноморье до Марселя. В 2006 построена линия LGV Восток, которая связала Париж и Страсбург. Скоростные линии, основанные на технологии TGV, были построены в Бельгии, Нидерландах и Великобритании — все они соединены с французской сетью.

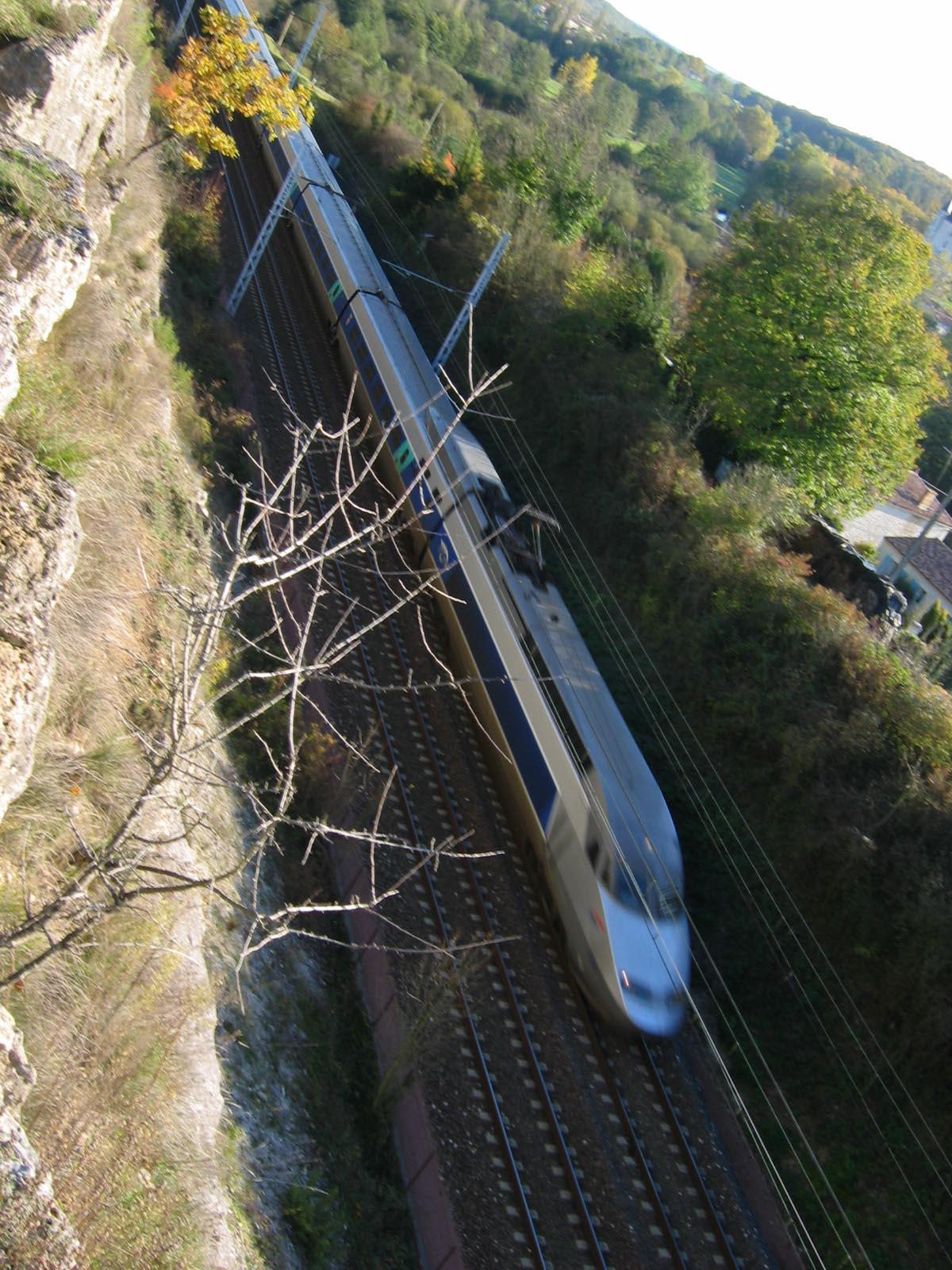
TGV Réseau на обычной линии недалеко от Парижа.

Сообщение Eurostar открылось в 1994 году, соединив континентальную Европу с Лондоном через Евротоннель. Эта линия частично использует LGV Северная Европа во Франции. Первый этап строительства скоростной линии в Великобритании (CTRL) был завершён в 2003 году. Второй этап был закончен 14 ноября 2007 года. Теперь самые быстрые поезда проходят маршрут от Лондона до Парижа всего за 2 часа 15 минут, а маршрут Лондон — Брюссель — за 1 час 51 мин.
TGV не является первым коммерческим скоростным поездом: в Японии линия Синкансэн впервые соединила Токио и Осаку 1 октября 1964, то есть за 17 лет до первого рейса TGV. Впрочем, TGV принадлежит мировой рекорд скорости для обычных поездов на электрической тяге: 3 апреля 2007 года во время испытаний укороченный состав типа TGV POS развил скорость 574,8 км/ч на новой линии LGV EST (между Парижем и Страсбургом, линия оборудована рельсовым скреплением PANDROL FASTCLIP). Испытания проводились в рамках научной программы Alstom. Средняя скорость во время обычной поездки на TGV составляет 263,3 км/ч.
28 ноября 2003 года TGV перевёз своего миллиардного пассажира с начала движения в 1981 году. На первом месте по числу перевезённых пассажиров среди скоростных линий находится Синкансэн (5 миллиардов пассажиров в 2000 году).
К 25 января 2013 года поезда TGV перевезли 2 миллиарда пассажиров.

## Подвижной состав
Поезда TGV формируются из головных моторных вагонов (оснащённых тяговыми электродвигателями) и промежуточных прицепных. Например, составы TGV POS могут быть сформированы из двух головных моторных вагонов и определённого числа (до 8) прицепных. Формирование более коротких составов позволяет получить более высокую тяговую вооружённость составов, что, в свою очередь, позволяет увеличить ускорение при разгоне и максимальную скорость состава.
Вагоны поездов спроектированы таким образом, чтобы обеспечивать взаимозаменяемость и формирование составов из вагонов разных серий. Например, вагоны из состава TGV POS могут быть сцеплены с вагонами TGV Réseau, Duplex, Thalys PBKA.
Подвижной состав TGV отличается от других типов поездов полужёсткой сцепкой вагонов. Тележки расположены между вагонами; таким образом, вагон поддерживается с обеих сторон, деля каждую из двух тележек с соседним вагоном. У каждого головного вагона имеются две собственные тележки. Выгода данных сцепов состоит в том, что вдвое меньшее количество колесных пар обеспечивает поезду меньшее воздействие на путь и облегчает взаимодействие колпар с рельсами на высоких скоростях, уменьшая потери, а в случае крушения головной вагон первым сходит с рельсов и далее движется самостоятельно, в то время как пассажирские вагоны, как правило, с рельсов не сходят и сохраняют вертикальное положение. Обычные поезда в таких случаях, как правило, складываются «в гармошку» или опрокидываются.
Недостаток таких сцепов заключается в очень сложной процедуре формирования состава. Если головные вагоны можно легко отцепить по стандартной процедуре, то для расформирования сцепов в середине состава требуется специально оборудованное депо, в котором весь сцеп приподнимается над рельсами. После расцепления вагон остаётся без тележки с одной из сторон, и вместо неё требуется специальная замещающая рама.

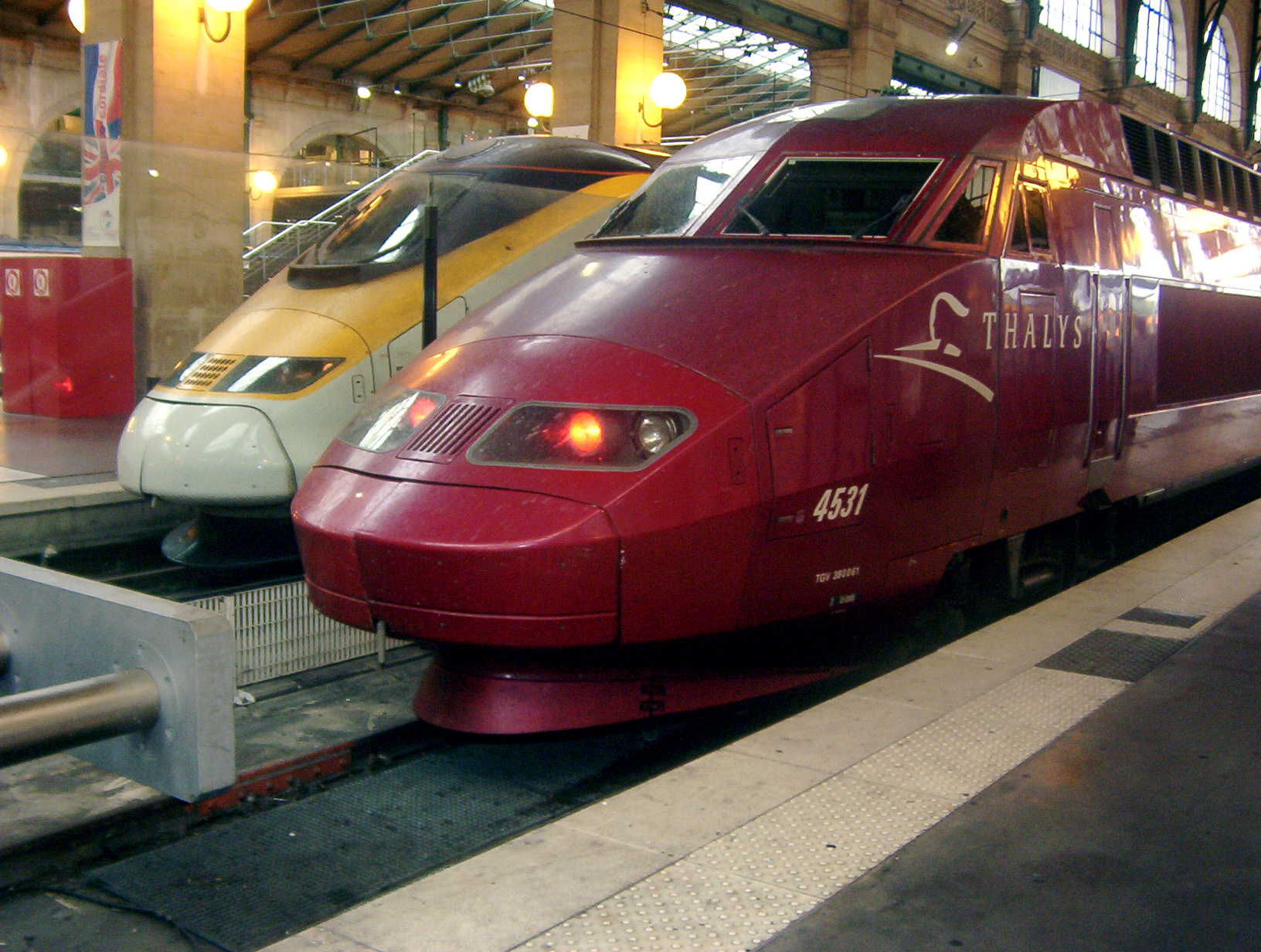
Eurostar и Thalys PBA на Северном вокзале Парижа.

SNCF владеет железнодорожным парком, состоящим примерно из 400 составов TGV. Сегодня эксплуатируется шесть основных модификаций TGV, и седьмой тип, TGV POS, в настоящее время проходит испытания.
Все TGV являются, по меньшей мере, двухсистемными: это означает, что их можно эксплуатировать как на новых линиях (в том числе скоростных LGV), где используется переменный ток (25 кВ, 50 Гц), так и на старых линиях с постоянным током 1,5 кВ — это так называемые lignes classiques (обычные линии), которых особенно много в окрестностях Парижа. Поезда, которые пересекают границу с Германией, Швейцарией, Бельгией, Нидерландами и Великобританией должны также поддерживать иностранный стандарт напряжения сети. Так появились трёхсистемные и даже четырёхсистемные TGV.
Все поезда TGV оснащены двумя видами токоприемников (типа полупантограф), один для постоянного и другой для переменного тока. Кроме того, полоза этих токоприемников имеют разную ширину, которая учитывает ширину зигзага контактной сети в разных странах.
До пересечения границы между двумя системами питания включается специальная система оповещения, установленная в кабине, которая напоминает машинисту о том, что ему необходимо отключить подачу энергии к тяговым электродвигателям, затем опустить пантографы, переключить систему напряжения на панели управления и снова поднять пантографы.  Как только автоматика определяет, что на подвижной состав подано требуемое напряжение, на панели загорается специальный индикатор, разрешающий машинисту снова включить тяговые электродвигатели. Через границу систем электропитания поезд должен проезжать с выключенными двигателями.
| Тип поезда              | Годы производства | Произведено составов | Максимальная скорость                                | Вместимость | Общая длина | Ширина | Вес    | Мощность (на ~25 кВ) |
| ----------------------- | ----------------- | -------------------- | ---------------------------------------------------- | ----------- | ----------- | ------ | ------ | -------------------- |
| TGV Sud-Est             | 1978—1985         | 109 шт.              | 270 км/ч до модернизации 300 км/ч после модернизации | 345 мест    | 200,2 м     | 2,81 м | 385 т  | 6 450 кВт            |
| TGV La Poste (почтовый) | 1978—1985         | 2 шт.                | —                                                    | —           | —           | —      | —      | —                    |
| TGV Atlantique          | 1988—1992         | 105 шт.              | 300 км/ч                                             | 485 мест    | 237,5 м     | 2,90 м | 444 т  | 8 800 кВт            |
| TGV Réseau              | 1993—1996         | 79 шт.               | 300 км/ч                                             | 377 мест    | 200 м       | 2,90 м | 383 т  | 8 800 кВт            |
| Eurostar (TGV TMST)     | 1993—1994         | 38 шт.               | 300 км/ч                                             | 794 мест    | 393,7 м     | 2,81 м | 752 т  | 12 240 кВт           |
| TGV Duplex              | 1996—2002         | 125 шт.              | 320 км/ч                                             | 512 мест    | 200 м       | 2,90 м | 380 т  | 8 800 кВт            |
| Tnalys PBKA\PBA         | 1996—1997         | 27 шт.               | 300 км/ч                                             | 377 мест    | 200 м       | 2,90 м | 385 т  | 8 800 кВт            |
| TGV POS                 | 2006-2007         | 19 шт.               | 320 км/ч                                             | 377 мест    | 200 м       | 2,90 м | 383 т  | 9 600 кВт            |
| V150                    | 2006-2007         | 1 шт.                | 574 км/ч                                             | —           | 200 м       | 2,90 м | 76,6 т | 19 600 кВт           |

### TGV Sud-Est
Поезда типа TGV Sud-Est (Юго-восток, читается: сюд-э́ст) были созданы для эксплуатации на первой одноимённой скоростной линии Париж — Лион. Всего с конвейера было выпущено 107 пассажирских составов этой модели, из них девять были сделаны трёхсистемными (для эксплуатации на линиях в Швейцарии с переменным током в 15 кВ), остальные — двухсистемными. Кроме того, было создано два укороченных состава для перевозки почты между Парижем и Лионом. От обычных поездов они отличаются отсутствием сидений и окраской в жёлтый цвет.
Стандартная комплектация составов такого класса: два головных и восемь пассажирских вагонов. Общая вместимость — 346 мест.
Первоначально конструкционная скорость поездов этого типа составляла 270 км/ч, но впоследствии большая часть составов была модернизирована до 300 км/ч в преддверии открытия новой линии LGV Средиземноморье. Модернизацию некоторых составов, чей маршрут пролегает, в основном, по обычным линиям (в основном, это поезда, идущие в Швейцарию через Дижон), SNCF признало нецелесообразной, так как незначительное уменьшение времени поездки не окупило бы затраты на модернизацию.

### TGV Atlantique
TGV Atlantique (фр. Атланти́к) строились для эксплуатации на новой скоростной линии LGV Атлантика. На новую модель было решено установить более мощные двигатели, колёса большего диаметра, а также улучшить аэродинамику и тормозную систему. В стандартный состав поезда входит два головных и десять пассажирских вагонов. С этого времени TGV сменили окраску с оранжевой на серебристо-синюю.
Модифицированная модель TGV Atlantique 325 в 1990 году установила мировой рекорд скорости на только что построенной и ещё не открытой линии LGV, разогнавшись до 515 км/ч.

### TGV Réseau

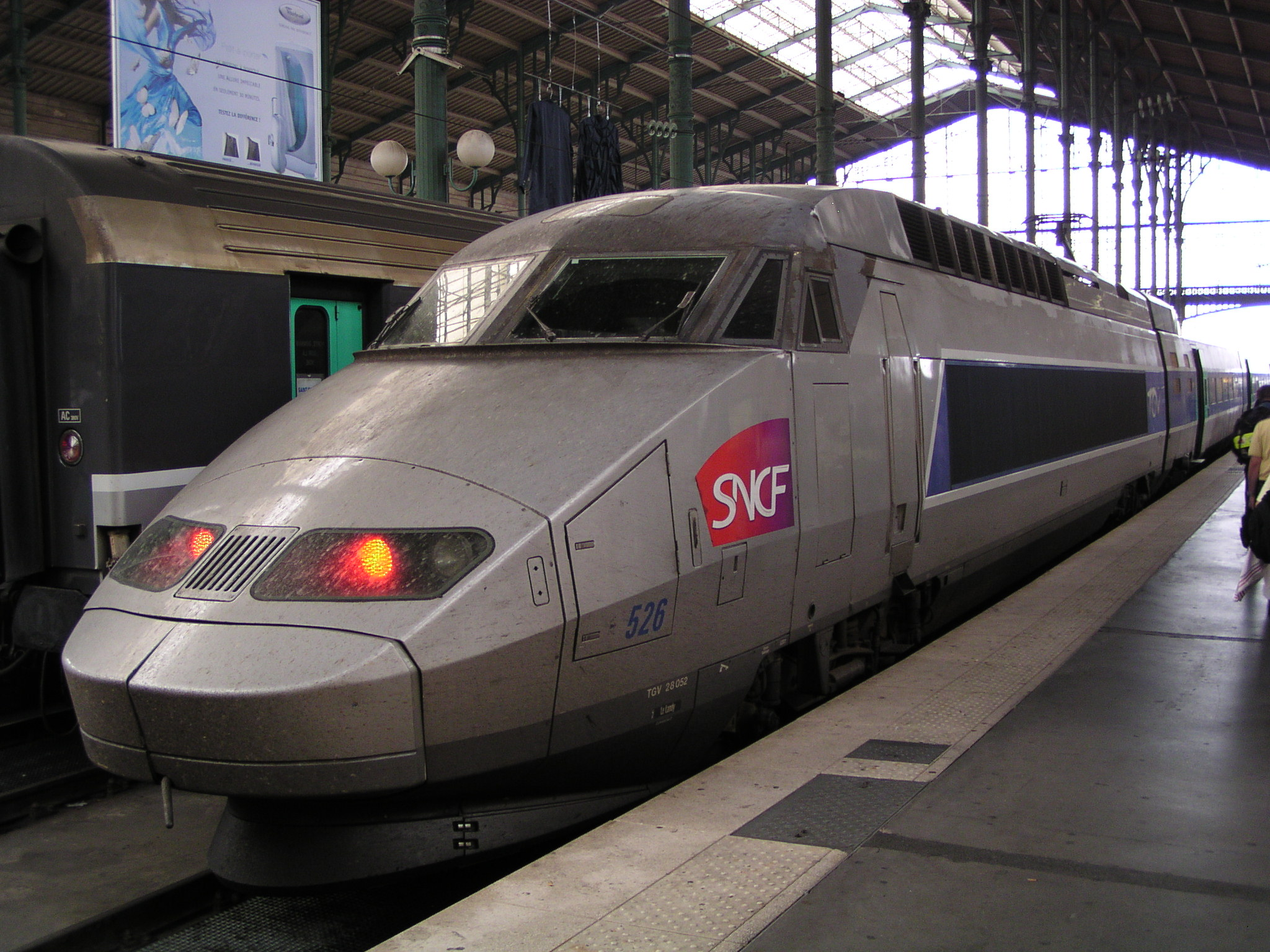
TGV Réseau на Северном вокзале Парижа

Первые составы TGV Réseau (фр. «сеть», читается: резо́) начали эксплуатироваться в 1993 году. В 1990 году были заказаны первые 50 двухсистемных составов, к которым впоследствии был добавлен заказ ещё на 40 трёхсистемных поездов. Десять из трёхсистемных составов были окрашены в стандартные цвета Thalys и сейчас более известны как Thalys PBA (Париж-Брюссель-Амстердам). Трёхсистемные составы, помимо стандартных схем напряжений, действующих во Франции, могут эксплуатироваться на постоянном токе в 3 кВ (стандарт Италии и Бельгии, в Нидерландах используется только на нескольких линиях, где ходит TGV).
Стандартный состав поезда: два головных и восемь пассажирских вагонов. Составы для Бельгии были специально переоборудованы для соответствия бельгийским ограничениям нагрузки на ось (17 тонн) — для этого стальные элементы кузова вагонов были частично заменены алюминиевыми.
После введения в эксплуатацию новой линии LGV Атлантика стали поступать жалобы от пассажиров на дискомфорт, ощущавшийся при въезде поезда в тоннель на большой скорости. Связано это было с резким перепадом давления. По этой причине пришлось улучшить герметизацию вагонов TGV Réseau.

### Eurostar
Подробнее см. Eurostar
Поезд Eurostar, по существу, является удлинённым TGV, приспособленным для эксплуатации в Великобритании и Евротоннеле. В число различий входит меньший профиль, удовлетворяющий британским габаритным стандартам, созданные в Великобритании асинхронные тяговые двигатели и улучшенная система пожаробезопасности на случай возгорания в тоннеле.
По британской классификации TOPS поезд имеет наименование Class 373 EMU. Во время своего проектирования поезд назывался TransManche Super Train. Поезд был спроектирован фирмой GEC-Alsthom (ныне Alstom) на своих фабриках в Ля Рошель (Франция), Бельфоре (Франция) и Вошвуд Хэт (Англия), эксплуатация началась в 1993 году.
Существует два типа составов: Eurostar Three Capitals (Три столицы) состоит из двух головных и восемнадцати пассажирских вагонов с двумя дополнительными моторными тележками; Eurostar North of London (Север Лондона) состоит из 14 пассажирских вагонов. Составы обоих типов состоят из двух частей, не сочленённых в середине, то есть в случае поломки или чрезвычайной ситуации в Евротоннеле половину поезда можно отцепить, чтобы та своим ходом покинула тоннель. Каждая такая половинка состава имеет свой номер.
38 полных составов, плюс запасной головной вагон, были заказаны следующими железнодорожными компаниями: 16 составов приобрело SNCF, 4 — NMBS/SNCB (бельгийский железнодорожный оператор) и 18 — British Rail, из которых 7 были типа North of London. До приватизации British Rail составы были куплены London & Continental Railways, которая организовала дочернюю компанию Eurostar (U.K.) Ltd., которая сейчас управляется консорциумом компаний National Express Group (40 % акций), SNCF (35 %), SNCB (15 %) и British Airways (10 %).
Все составы Eurostar являются трёхсистемными или четырёхсистемными и приспособлены для работы на линиях LGV с переменным током (включая линию в Евротоннеле и стандартные линии в Великобритании), бельгийских линиях с постоянным током и британских системах с третьим рельсом, распространённых на юге страны. Третий тип питания остался лишним, так как в 2007 году завершилось строительство линии между Лондоном и Евротоннелем. Поезда TGV Three Capitals, которыми владеет SNCF, также поддерживают питание от постоянного тока напряжением 1,5 кВ.
Три состава SNCF используются только во Франции и в настоящее время покрашены в обычную серебристо-синюю схему TGV. Составы Eurostar North of London никогда не использовались для международных перевозок: на них возят пассажиров от Лондона к городам севернее столицы, однако данные перевозки в настоящее время не приносят прибыли, так как британские авиаперевозчики договорились о сокращении цен на билеты. Часть составов была отдана в аренду компании Great North Eastern Railway для пассажирских перевозок на линии «White Rose» между Лондоном и Лидсом и были покрашены в тёмно-синие цвета GNER. Срок аренды истёк в декабре 2005 года, и поезда Eurostar были заменены.
Исполнительный директор Eurostar Ричард Браун выразил мнение, что после истечения срока эксплуатации поезда Eurostar будут заменены на двухэтажные составы наподобие TGV Duplex. Двухэтажные составы смогут перевозить 40 миллионов пассажиров в год между Англией и Континентальной Европой, что равнозначно строительству новой взлётно-посадочной полосы у Лондонского аэропорта.

### TGV Duplex

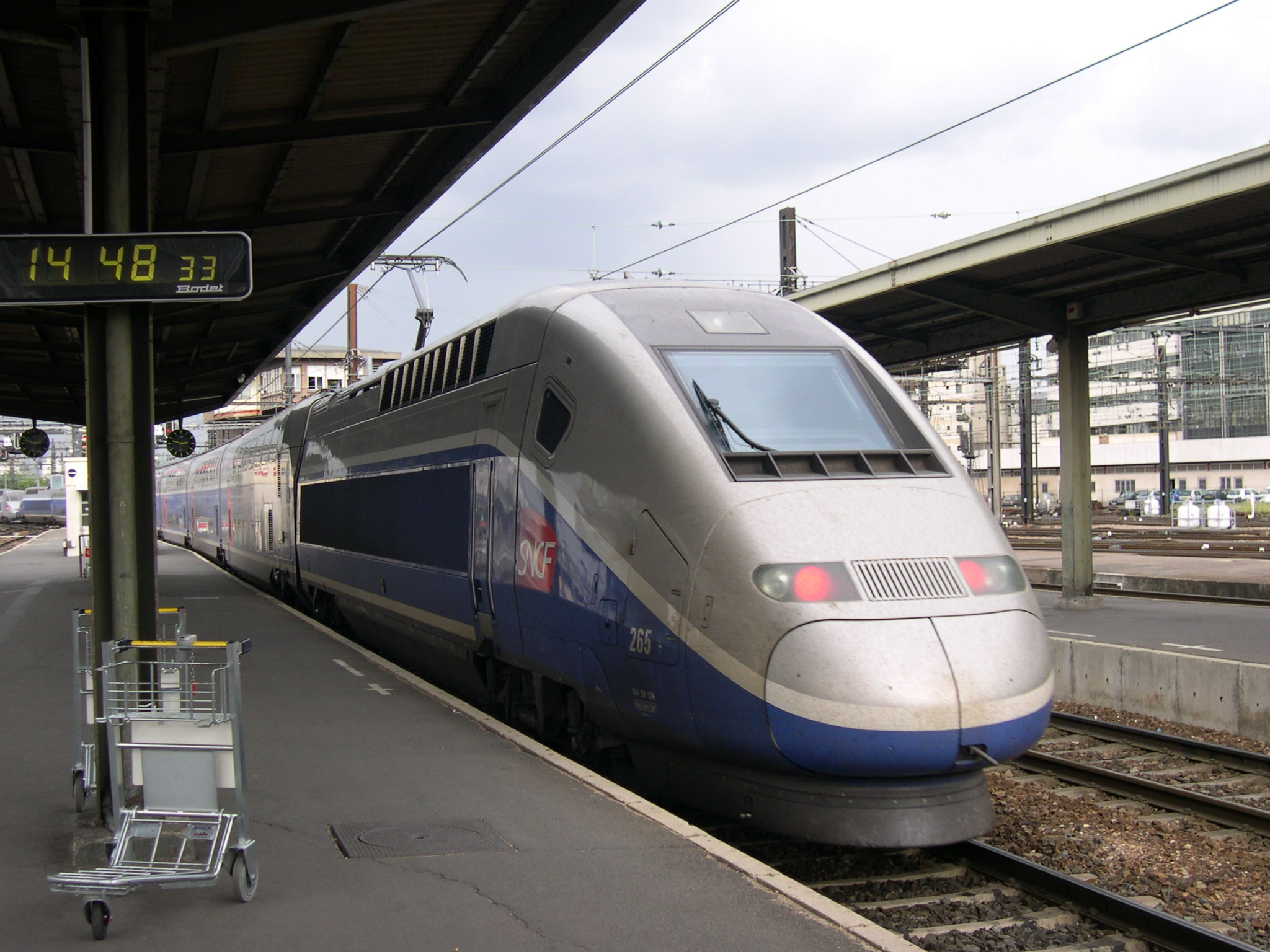
Двухэтажный TGV

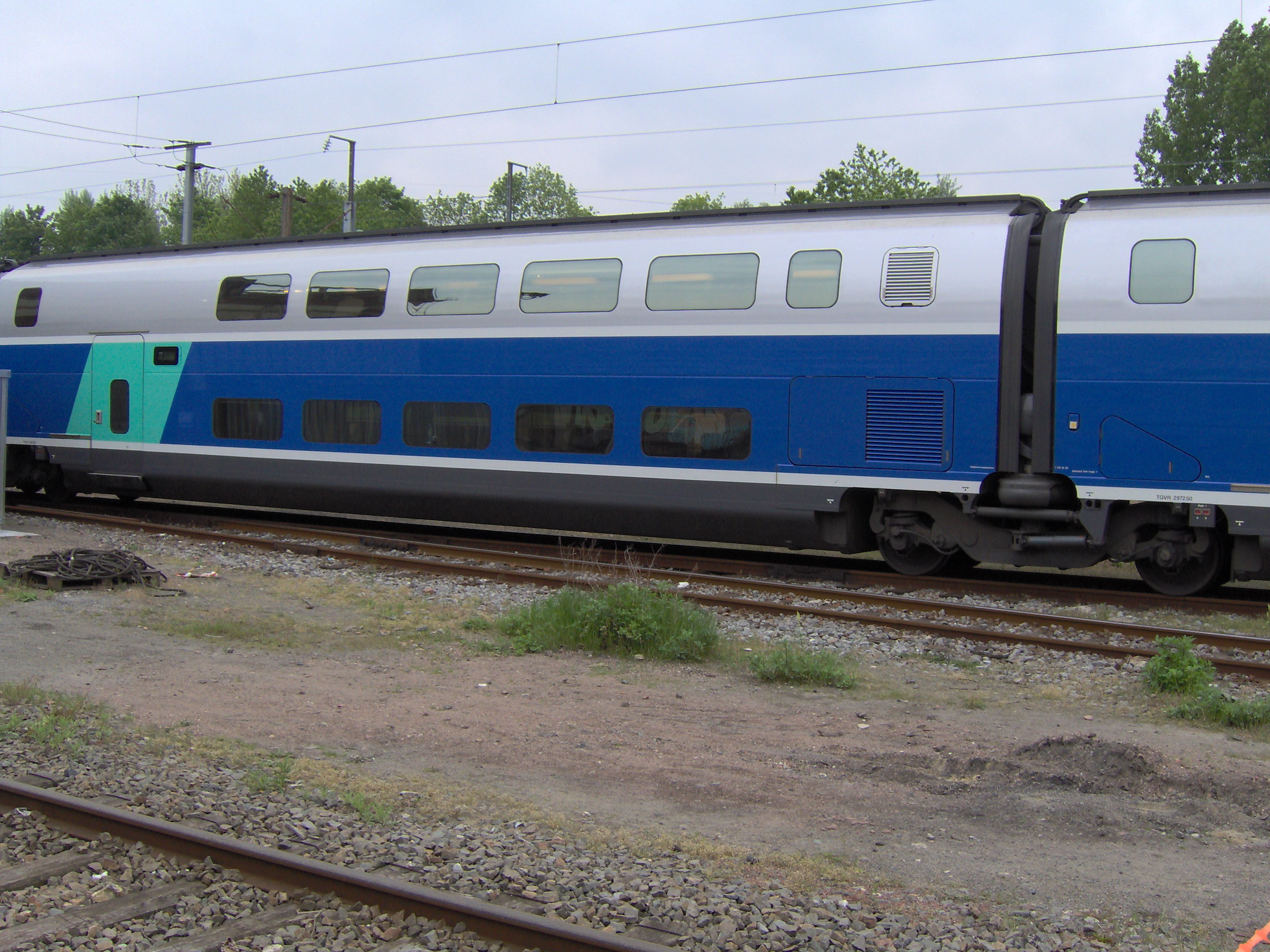
Вагоны TGV Duplex

TGV Duplex (читается: дюпле́кс) был разработан, чтобы повысить объём перевозок без увеличения количества составов и вагонов в каждом поезде. Пассажирские вагоны TGV Duplex имеют два этажа, со входной дверью на нижнем уровне, что особенно удобно, так как во Франции все платформы на станциях низкие. На второй этаж ведёт лестница; проход между вагонами находится на верхнем уровне. При одинаковой длине составов вместимость Duplex на 45 % больше, чем у TGV Réseau. На таких оживлённых направлениях, как Париж-Марсель TGV Duplex пускают парами, что позволяет увеличить вместимость одного поезда до 1024 человек. В каждом составе имеется специально оборудованное купе для инвалидов.
После длительного процесса разработки и обкатки, начавшегося в 1988 (рабочее название поезда TGV-2N), их строили двумя партиями: 30 составов были построены между 1995 и 1998, и ещё 34 — между 2000 и 2004. Состав состоит из двух головных и восьми двухэтажных пассажирских вагонов. Корпус TGV Duplex был сделан из алюминия, и из-за этого вес состава не намного больше, чем у TGV Réseau. Благодаря улучшенной аэродинамике максимальная скорость состава возросла до 320 км/ч.

### Thalys PBKA

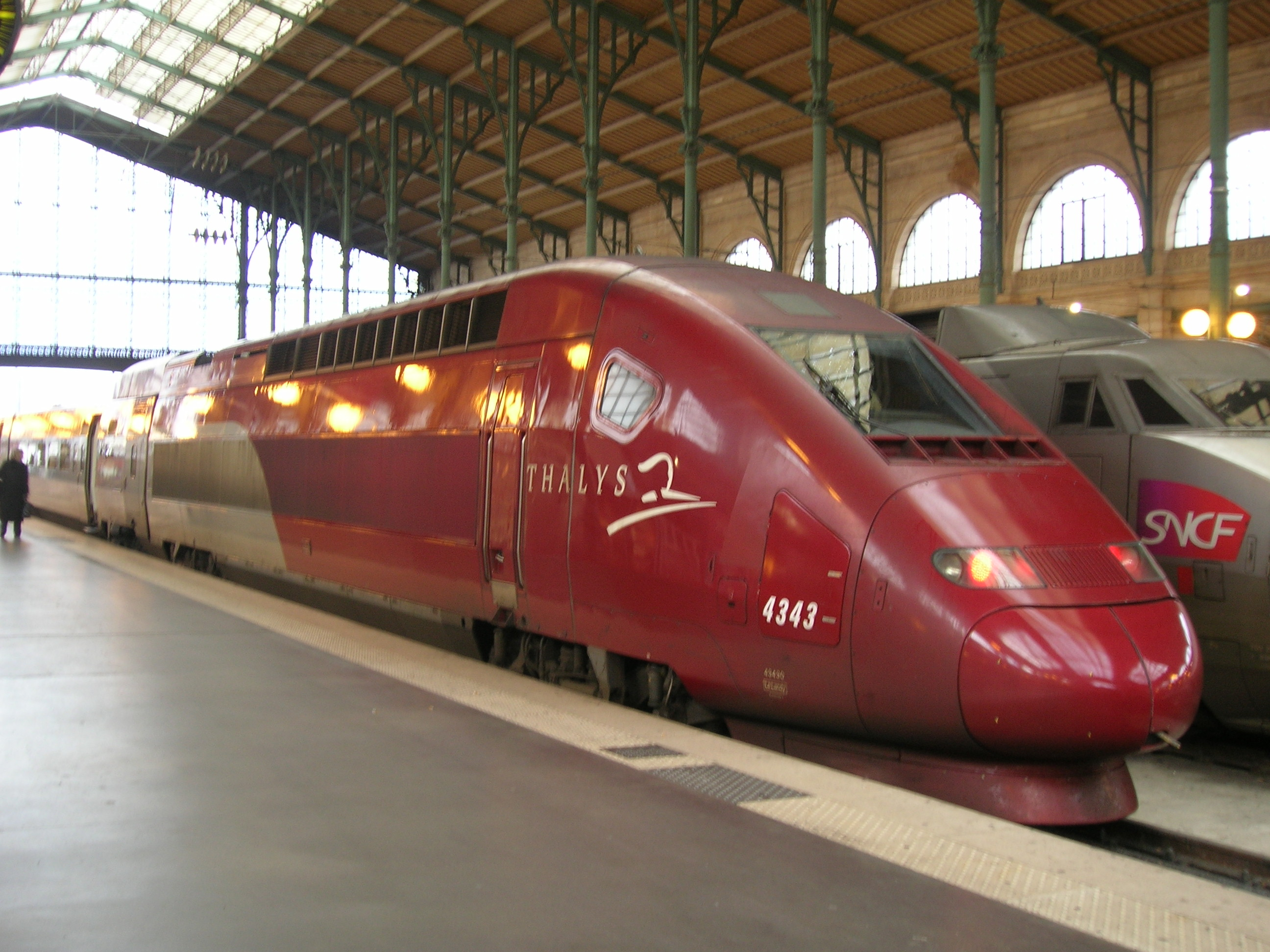
Поезд Thalys PBKA на вокзале Gare du Nord в Париже. На заднем плане можно видеть другой TGV.

В отличие от поездов Thalys PBA, составы PBKA (Париж-Брюссель-Кёльн-Амстердам) специально строились для линий Thalys. С технологической точки зрения они идентичны TGV Duplex, но вагоны у них одноэтажные. Все поезда этого типа являются четырёхсистемными. Всего было произведено 17 составов: 9 для SNCB, 6 для SNCF и два состава для Nederlandse Spoorwegen. Deutsche Bahn финансировало покупку 2 составов для SNCB.

### TGV POS
Поезда TGV POS (название расшифровывается как Paris-Ostfrankreich-Süddeutschland (Париж — Восточная Франция — Южная Германия)) на данный момент[когда?] проходят испытания. Эксплуатироваться они будут на линии LGV Восток, которая будет введена в строй в 2007 году. Путь от Базеля до Парижа будет занимать три с половиной часа, от Цюриха до Парижа — четыре с половиной.
Составы оснащены новыми асинхронными двигателями с общей мощностью 9 600 кВт. В случае отказа возможно отключение тяговых двигателей любой тележки. Пассажирские вагоны будут одноэтажными; один состав будет вмещать 377 пассажиров.
Один из поездов в стандартной десятивагонной конфигурации достиг скорости 380 км/ч на трассе LGV-Восток в начале 2007 года при скоростных испытаниях совместно с экспериментальным поездом V150.

### V150
Экспериментальный поезд, сформированный в 2007 году из головных вагонов поезда TGV POS № 4402 и трёх прицепных (пассажирских) вагонов TGV Duplex. Для увеличения мощности и повышения максимальной скорости поезд подвергся модификации. Прицепные пассажирские вагоны переделаны в моторные путём установки новых синхронных двигателей с постоянными магнитами, используемых в новых поездах AGV; асинхронные двигатели головных вагонов оставлены без изменений. Диаметр колёс увеличен с 920 до 1092 мм для уменьшения скорости вращения узлов трансмиссии. Мощность поезда составляет 19 600 кВт вместо стандартных 9 600 кВт у обычного TGV POS. Кузов поезда подвергся небольшой модернизации для уменьшения сопротивления воздуха: установке обтекателей в передней части головных вагонов и на крыше около токоприёмника, мембран, закрывающих пространство между вагонами, а также применением специального ветрового стекла, встроенного в кузов без выступающих частей.
Поезд совершил ряд опытных поездок на трассе LGV-Восток в период с 15 января по 15 апреля 2007 года со скоростями порядка 500 км/ч. Один из пассажирских вагонов был оборудован как лаборатория, на поезде были установлены более 600 различных датчиков. Для обеспечения большей мощности напряжение в контактной сети при испытаниях поезда было увеличено с 25 до 31 кВ. В ходе испытаний 3 апреля 2007 года был установлен мировой рекорд скорости для рельсовых поездов — 574,8 км/ч.

## Линии LGV
Для TGV строятся специальные выделенные трассы — LGV (фр. ligne à grande vitesse, скоростная линия, читается: эль-же-ве́), которые позволяют этим поездам двигаться со скоростью до 320 км/ч. Первоначально планировалось, что LGV вообще не будут иметь ограничений по скорости, но впоследствии был установлен предел в 250 км/ч, который сейчас доведён до 320 км/ч. TGV могут двигаться и по обычным железнодорожным линиями (lignes classiques); в целях безопасности, скорость на них ограничена 220 км/ч. Возможностью использования существующей железнодорожной инфраструктуры, в том числе вокзалов, TGV выгодно отличаются от маглевов и скоростных поездов других систем. Благодаря совместимости колеи с обычными линиями, TGV обслуживают более 200 направлений во Франции и за её пределами.
LGV, в целом, сходны с обычными железнодорожными линиями, но у них имеется ряд ключевых особенностей. Во-первых, радиус кривых на LGV значительно больше, что позволяет поездам двигаться с большой скоростью, не создавая ощутимой для пассажиров центробежной силы. Радиус поворотов на LGV должен быть не меньше четырёх километров. Новые линии проектируется с учётом радиусов в 7 км, с перспективой на будущее увеличение максимальной скорости.
В связи с тем, что LGV используется только для скоростного сообщения, линии допускают больший уклон. Это облегчает планирование трасс и уменьшает стоимость строительства линий. Большая кинетическая энергия, накапливаемая поездом при движении на большой скорости, позволяет ему преодолевать большие уклоны без значительного увеличения энергопотребления. Кроме того, при спуске с больших уклонов можно отключить тягу, что также повышает экономичность. На первой линии LGV Юго-восток подъемы достигают 35 ‰, а на немецкой скоростной линии между Кёльном и Франкфуртом имеются уклоны до 40 ‰.
Выправка пути на LGV должна быть более точной, чем на обычных линиях, и поэтому гравийный балласт укладывается на бо́льшую глубину: это позволяет повысить нагрузку на рельсы и стабильность пути. Кроме того, на трассах LGV более часто уложены шпалы. На LGV используются только бетонные шпалы (моноблочной или двублочной конструкции), но в последнее время часто применяются шпалы из двух бетонных блоков, соединённых стальным брусом. На шпалы кладутся рельсы тяжёлого типа с большей вертикальной жёсткостью. На линиях LGV используется бесстыковой путь, что уменьшает вибрацию и шум.
На линиях LGV используется стандартная европейская колея в 1435 мм. К примеру, на скоростных железнодорожных линиях в Японии и Тайване используется та же колея, но она шире обычной для этих стран колеи в 1067 мм, что изолирует скоростные линии от остальной дорожной сети. И, наоборот, в Испании, где стандартная колея составляет 1668 мм, при проектировании скоростных линий было принято решение строить их с более узкой европейской колеёй, чтобы имелась возможность соединить свою сеть скоростных поездов с сетью TGV. Тоннели на линиях LGV имеют больший диаметр, чем обычные, особенно на входах: это делается для того, чтобы избежать резкого перепада давления в вагонах при въезде в тоннель на большой скорости.
На линиях LGV действует ограничение на минимальную скорость. Иными словами, поезда, неспособные развивать большие скорости, не должны использовать LGV, которые предназначены только для скоростного пассажирского сообщения. Главная причина введения таких ограничений в том, что пропускная способность трассы резко сокращается при использовании поездов с разными скоростями. Использовать скоростные трассы для грузовых перевозок опасно, поскольку груз на большой скорости может потерять устойчивость из-за турбулентного потока и слететь с платформы. Кроме того, грузовой подвижной состав сильнее разбивает путь, ввиду бо́льших осевых нагрузок и жестких тележек. Медленные поезда не могут использовать скоростные трассы даже ночью, когда на трассы TGV не выходят, потому что в это время на линии проводится плановое обслуживание.
Кроме того, резкие уклоны, встречающиеся на линиях TGV, серьёзно ограничивают максимальный вес медленных грузовых поездов. Медленные поезда также требуют меньшего поперечного наклона пути в кривой: таким образом, чтобы этими линиями смогли пользоваться как обычные поезда, так и TGV, пришлось бы строить линии с ещё большими радиусами поворотов. Из-за дороговизны, технических ограничений и соображений безопасности грузо-пассажирское сообщение крайне редко встречается на LGV. Исключение составляют малоиспользуемые участки скоростных линий, такие как ветка до Тура линии LGV Атлантика и ветка Ним/Монпелье LGV Средиземноморье.
Линии LGV электрифицированы. Все линии LGV, подсоединённые к французской сети, электрифицированы под высоким переменным напряжением 25 кВ. В Германии действует стандарт 15 кВ 16 2/3 Гц. Линия LGV в Италии между Римом и Флоренцией изначально была электрифицирована постоянным током в 3 кВ, но в ближайшее время будет переделана под 25 кВ, 50 Гц, чтобы позволить пользоваться ею французским поездам.
Натяжение контактной подвески на линиях LGV выше, нежели на обычных линиях. Это вызвано тем, что пантограф на большой скорости вызывает осцилляцию проводов, и волна должна двигаться быстрее поезда, чтобы избежать возникновения стоячих волн, которые могут привести к обрыву провода. Эта проблема проявилась особенно остро, когда в 1990 году устанавливался рекорд скорости. Когда поезд движется по LGV, у него может быть поднят только задний пантограф, чтобы избежать усиления колебаний, созданных передним пантографом. Передний и задний головные вагоны связаны между собой через силовой кабель, протянутый под днищем поезда. Поезда Eurostar, впрочем, имеют достаточную длину (14 или 18 вагонов), и колебания, вызванные передним пантографом, успевают затухнуть, прежде чем той же точки провода достигнет задний пантограф. На обычных линиях из-за меньшей допустимой максимальной скорости проблемы стоячих волн не возникает, и при движении по ним подняты оба пантографа постоянного тока.
На LGV как правило отсутствуют железнодорожные переезды, и сама линия оснащается специальными сенсорами, которые обнаруживают оказавшиеся на путях посторонние предметы.
Пути на LGV могут пересекаться только на разных уровнях, то есть с использованием эстакад и тоннелей. Использование горизонтальных развязок потребовало бы длительных перерывов в движении в обе стороны, что привело бы к существенному уменьшению пропускной способности всей линии.

## Сигнальная система
Поскольку поезда TGV развивают слишком большую скорость, чтобы машинист успел заметить и среагировать на сигнал обычного светофора, для сигнализации на LGV используется система АЛС/АРС под названием TVM (фр. Transmission Voie-Machine — связь путь-поезд). Информация к поездам передаётся по рельсам и содержит сведения о требуемом скоростном режиме, сигналах и других данных, которые машинист видит на приборной доске. Высокая степень автоматизации не отбирает управления поезда из рук машиниста, однако в случае ошибки человека имеется гарантия, что поезд вовремя успеет затормозить.

Знак, обозначающий границу сигнального блока.

Линия поделена на сигнальные блоки, границы которых отмечены голубыми знаками со вписанным жёлтым треугольником. Длина сигнального блока может составлять от 150 до 2100 м в зависимости от расчетной скорости поезда на данном участке пути.
Панель приборов показывает максимально допустимую скорость на данном блоке, а также целевую скорость на следующих. Максимальная скорость зависит от многочисленных факторов: близости впереди идущего поезда (скорость должна выбираться так, чтобы тормозной путь при экстренном торможении не превышал расстояния до препятствия), положения стрелок, базовых ограничений на трассе, максимальной скорости самого поезда, а также дистанции до конца линии LGV. Так как тормозной путь поезда слишком велик, и он не сможет остановиться в пределах одного сигнального блока, машиниста предупреждают о приближающемся красном сигнале заранее, за несколько блоков.
На LGV существует два варианта TVM-сигнализации: TVM-430 и TVM-300. TVM-430 является более новой системой, впервые она была установлена на линии LGV Север в сторону Евротоннеля и Бельгийской границы. TVM-430 предоставляет машинисту больше информации: бортовая компьютерная система непрерывно генерирует график падения скорости в случае экстренного торможения, вовремя подсказывая машинисту, когда нужно сократить скорость, чтобы не вызвать срабатывание аварийного тормоза.
На LGV действует разрешительная сигнальная система; машинист имеет право въезжать в занятый сигнальный блок без разрешения диспетчера. Скорость в таких случаях ограничена 30 км/ч (сигнал «двигайся с осторожностью»), и в случае, если скорость превышает 35 км/ч, срабатывает экстренное торможение, и поезд останавливается. Если табличка границы сигнального блока сопровождается знаком NF, сигнальный блок не является разрешительным, и машинист должен сперва получить разрешение у диспетчера (PAR — Poste d’Aiguillage et de Régulation) для того, чтобы продолжать движение. Если диспетчер установил маршрут и дал разрешение, на приборной панели загорается белая лампа. Машинист подтверждает то, что принял разрешение нажатием кнопки на панели. Эта кнопка отключает экстренное торможение, которое бы сработало, если бы поезд без разрешения въехал в сигнальный блок.
Когда поезд въезжает на скоростную линию с обычной французской линии, или покидает её, он проезжает контур заземления, который автоматически переключает индикаторы приборной доски машиниста на соответствующую сигнальную систему. К примеру, если поезд покидает LGV и въезжает на обычную французскую линию (ligne classique), система TVM будет отключена, и включится обычная система KVB (Contrôle Vitesse par Balise, сигнальный скоростной контроль).

## Станции

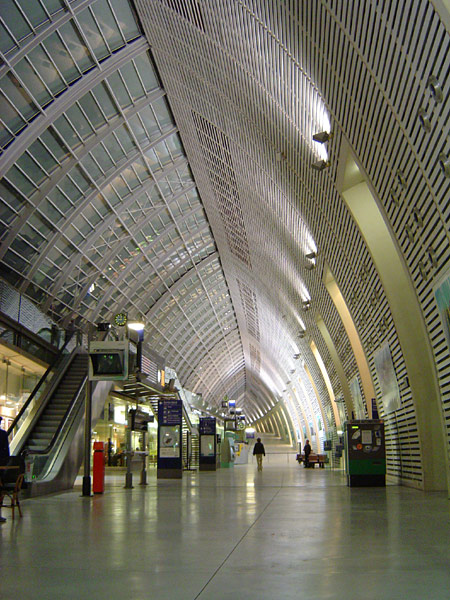
Станция TGV в Авиньоне

Одним из основных преимуществ TGV над остальными скоростными железнодорожными системами (например, маглевом) является возможность использования существующей инфраструктуры. Благодаря этому поезда TGV прибывают прямо в самый центр города, к платформам старых вокзалов (например, Лионскому вокзалу в Париже). TGV может использовать пути и станции на обычных линиях.
Впрочем, проектировщики линий TGV не отказывались и от строительства новых станций в пригородах и даже в сельской местности в нескольких километрах от города. Такое расположение станций позволяет поездам TGV не терять время и скорость на обычных линиях. В некоторых случаях станции строились на полпути между двумя городами, к примеру, станция обслуживающая города Ле Крезо и Монсо-ле-Мин. Другой, ещё более яркий пример, это расположение станции От-Пикарди (фр. Haute-Picardie) между Амьеном и Сен-Кантеном. Строительство этой станции вызвало многочисленные споры: пресса и местные власти критиковали это решение проектировщиков, ссылаясь на то, что станция одинаково далека от обоих городов, чтобы быть востребованной жителями, и слишком отдалена от ближайших станций пересадок на обычные линии, чтобы быть полезной путешественникам. Станцию прозвали «свекольной» («la gare des betteraves»), так как вокруг неё нет ничего, кроме свекольных полей. Впоследствии это имя стало нарицательным для всех станций TGV, расположенных далеко от городов.
Впрочем, новые станции строились и в самих городах, многие из них признаны архитектурными достижениями и отмечены премиями. Станция TGV в Авиньоне, открытая в 2001 году, по праву признана лучшей во всей железнодорожной сети Франции (архитекторы: Жан-Мари Дютийёль (Jean-Marie Duthilleul) и Жан-Франсуа Бласель (Jean-François Blassel)). За конусообразную стеклянную крышу длиной в 340 м её часто сравнивают с собором. Станция удостоена высшей награды в номинации «Крупные вокзалы» на Международной премии Брюнела 2001 года.

## Сеть сообщения
За последние десятилетия во Франции было построено свыше 2000 километров скоростных магистралей LGV. Ещё несколько линий на данный момент проектируются или строятся.

### Существующие линии

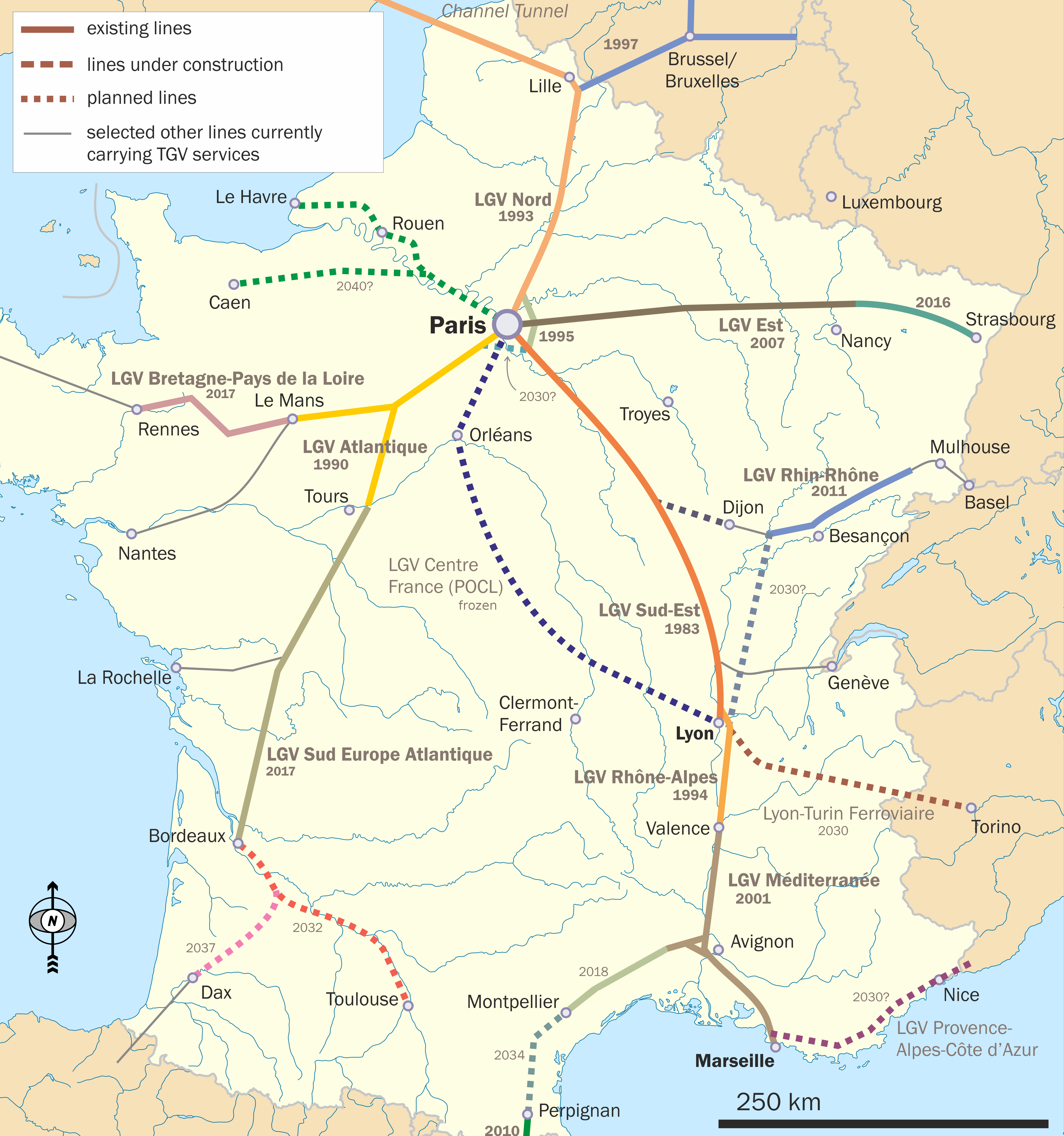
Сеть сообщения TGV

| Номер линии | Название                                               | Направление                                                                               | Движение открыто |
| ----------- | ------------------------------------------------------ | ----------------------------------------------------------------------------------------- | ---------------- |
| 1           | LGV Юго-восток (Sud-Est)                               | Лионский вокзал Парижа — Лион                                                             | 1981             |
| 2           | LGV Атлантика (Atlantique)                             | Вокзал Монпарнас Парижа в сторону Ле-Мана и Тура                                          | 1989             |
| 3           | LGV Рона-Альпы (Rhône-Alpes)                           | Лион — Валанс                                                                             | 1992             |
| 4           | LGV Северная Европа (Nord Europe)                      | Северный вокзал Парижа в сторону Лилля и далее в Брюссель, Амстердам и Кёльн или в Лондон | 1993             |
| 5           | LGV Средиземноморье (Méditerranée)                     | Валанс — Марсель                                                                          | 2001             |
| 6           | LGV Interconnexion Est                                 | Линия в обход Парижа, соединяющая LGV Юго-восток и LGV Северная Европа                    | 1994             |
| 7           | LGV Восток (Est)                                       | Линия, проходящая через Реймс, Мец, Нанси и Страсбург                                     | 2007             |
| 8           | LGV Перпиньян-Фигерас (Perpignan-Figueres)             | Перпиньян — Фигерас                                                                       | 2010             |
| 9           | LGV Рейн-Рона (Rhin-Rhône)                             | Линия, соединяющая LGV Юго-восток (через Дижон) и Мюлуз. Построена первая очередь.        | 2011             |
| 10          | LGV Южная Европа Атлантика (Sud Europe Atlantique)     | Линия, продолжающая южное направление LGV Атлантика (соединяет Тур и Бордо).              | 2017             |
| 11          | LGV Бретань-Пеи-де-ла-Луар (Bretagne-Pays de la Loire) | Линия, продолжающая западное направление LGV Атлантика (соединяет Ле-Ман и Рен).          | 2017             |

### Проектируемые и строящиеся линии
1. Перпиньян — Монпелье. Обеспечит непрерывное высокоскоростное сообщение французской сети TGV с испанской AVE.
2. Линия «Lyon Turin Ferroviaire» (Лион — Шамбери — Турин). Соединит TGV с итальянской сетью TAV.
3. Продление LGV Юго-Восток до Бордо и LGV Атлантика до Ренна и Бретани.
4. Линия Бордо — Тулуза — Нарбонн.
5. Линия Бордо — испанская граница — Витория — Ирун.
6. Линия Пуатье — Лимож.
7. LGV Пикардия (Париж — Амьен — Кале).
8. LGV Лазурный Берег (Марсель — Ницца).

Амстердам и Кёльн уже обслуживаются поездами TGV Thalys по обычным путям, на данный момент линии модернизируются для скоростного движения. Лондон обслуживается TGV Eurostar через Евротоннель и обычные линии. 14 ноября 2007 года достроена скоростная линия от Лондона до Евротоннеля (первый этап её строительства закончен в 2003 году).

## TGV за пределами Франции
Технологии TGV были использованы при строительстве скоростных железнодорожных сетей за пределами Франции, без соединения с её сетью.
- AVE (Alta Velocidad Española) — скоростная железнодорожная сеть в Испании.
- Корейская высокоскоростная железная дорога (KTX) — скоростная железнодорожная сеть в Южной Корее.
- Acela Express — скоростная железнодорожная сеть в США. В её создании участвовал Bombardier. Несмотря на общую схожесть систем, Acela заимствует у TGV только двигательную систему.

Немецкая скоростная сеть ICE является полностью самостоятельной разработкой.

## Будущее TGV
SNCF и Alstom в настоящий момент исследуют новые технологии, которые могут быть использованы для скоростного наземного транспорта во Франции. Планируется продолжить развитие системы TGV, но уже в новой форме — AGV (automotrice à grande vitesse). Планируется, что двигатели на поездах нового типа будут устанавливаться под каждым вагоном, благодаря чему отпадёт потребность в локомотивах. Поставлена задача, чтобы стоимость новых поездов была такая же как у TGV, с таким же уровнем безопасности пассажиров. Проектная максимальная скорость — 360 км/ч.
Первый прототип AGV был представлен 5 февраля 2007 года на заводе в Ла Рошель. Итальянская компания NTV уже заказала 25 составов. Предполагается их выход на линии в 2010 году.
Также ведутся исследования в области магнитной левитации. Впрочем, стоимость внедрения технологии маглев слишком высока. Требуется строительство новой сети и инфраструктуры. Задача прокладки маглева в центры городов потребует либо вмешательство в их исторический облик, либо дорогостоящее тоннельное строительство. Существуют и проекты создания гибридной железнодорожно-маглев линии, когда магнитное полотно укладывается между рельсами.

## Крупные происшествия
Более чем за двадцать лет эксплуатации TGV не зафиксировано ни одного случая гибели пассажиров при движении на линиях большой скорости. Три раза поезда с пассажирами сходили с рельсов на скорости свыше 270 км/ч, но при этом ни один пассажирский вагон не опрокинулся. Во многом это заслуга полужёсткой системы сцепки. Впрочем, трагические случаи не раз случались при движении TGV на обычных линиях (lignes classiques). Связаны они были, в основном, со столкновениями на железнодорожных переездах.
14 ноября 2015 года во время тестовой поездки один состав сошел с рельсов и упал с моста в канал Марна — Рейн. В поезде находилось 60 технических сотрудников, десять из них погибли, остальные ранены.

### Происшествия на TGV
- 14 декабря 1992 года: TGV 920, следовавший из Анси в Париж, сошёл с рельсов на скорости 270 км/ч при проезде станции Mâcon-Loché. Причиной аварии стало сработавшее экстренное торможение, вызвавшее блокировку колёс. В результате одна из тележек сошла с рельсов на стрелке при въезде на станцию. В самом поезде никто не пострадал, но 25 пассажиров, стоявших на платформе и ждавших другой TGV, получили синяки и ссадины от града камней, вылетевших из гравийной подушки.
- 21 декабря 1993 года: TGV 7150, следовавший из Валансьена в Париж, сошёл с рельсов на скорости 300 км/ч на том месте, где сейчас располагается станция Haute-Picardie. Незадолго до этого дожди размыли железнодорожное полотно, и на поверхности открылась воронка от снаряда, оставшаяся ещё со времён Первой мировой войны, которую не заметили при строительстве. С рельсов сошли передний головной и четыре пассажирских вагона, но ни один из них не опрокинулся. Один человек получил лёгкие ушибы.
- 5 июня 2000 года: Eurostar 9072, следовавший из Парижа в Лондон, сошёл с рельсов на скорости 250 км/ч в регионе Север — Па-де-Кале около Кроисилье. Во время движения разрушилась тяговая передача задней тележки переднего головного вагона, и детали начали сыпаться на путь. В результате, с рельсов сошли четыре тележки. Семь человек получили ушибы. Всего в поезде находился 501 пассажир.

Кроме того, на большой скорости как минимум два раза случались пожары: в моторном вагоне и багажном отделении, в результате которых ни один человек не пострадал.

### Происшествия на обычных линиях
- 31 декабря 1983 года: в вагоне поезда следовавшего из Марселя в Париж взорвалась бомба, предположительно, установленная террористами из организации Карлоса «Шакала». Два человека погибли.
- 28 сентября 1988 года: TGV 735, следовавший через город Вуарон (департамент Изер), столкнулся на переезде с грузовиком, перевозившим 100-тонный трансформатор. Водитель грузовика решил срезать дорогу через переезд, который он, по правилам, пересекать не имел права. В результате столкновения на скорости 110 км/ч головной вагон был уничтожен: погибло два человека (машинист и пассажир), ещё 60 получили ранения. После катастрофы весь состав был списан, а обстоятельства трагедии затем учитывались при проведении испытаний на прочность.
- 25 сентября 1997 года: TGV 7119, следовавший из Парижа в Дюнкерк, столкнулся на скорости 130 км/ч с 70-тонным асфальтным катком, застрявшим на переезде. Передний вагон опрокинулся, два пассажирских вагона также сошли с рельсов, но не перевернулись. Пострадало 7 человек
- 31 октября 2001 года: TGV 8515, следовавший из Парижа в Ирун сошёл с рельсов на скорости 130 км/ч рядом с местечком Дакс на Юго-западе Франции. Все десять вагонов сошли с рельсов, задний моторный вагон перевернулся. Причиной аварии стал сломанный рельс.
- 30 января 2003 года: TGV, следовавший из Дюнкерка в Париж столкнулся с фурой на переезде у города Эскельбек на севере Франции. Передний головной вагон получил значительные повреждения, одна из его тележек сошла с рельсов. Пострадал машинист.

Из-за многочисленных случаев столкновений на железнодорожных переездах, было принято решение убрать их на всех обычных линиях, на которых задействованы TGV. В результате, переезды были убраны на всём протяжении трассы Бордо — Тур.
Кроме этого, были случаи гибели людей при попытке заскочить в двигающийся поезд (зарегистрировано два случая). Незначительные аварии случались во время маневровых работ (причиной были ошибки диспетчеров).

## Критика TGV
Первые протесты экологов против строительства скоростных железнодорожных линий во Франции прошли в мае 1990 года во время проектирования LGV Средиземноморье. Протестующие блокировали строящийся путепровод, заявляя, что новая трасса не нужна, и что поезда из Лиона до Марселя могут добраться и по существующим линиям.
Строительство линии между Лионом и Турином, которая соединит сеть TGV с итальянской сетью TAV, также вызвала демонстрации в Италии. Несмотря на то, что большинство итальянских политических партий одобряют строительство линии, жители городов, рядом с которыми эта линия должна пройти, яростно выступают против. При строительстве линии потребуется проведение геологических выработок, отвалы которых будут содержать асбест и урановые руды. Первоначальный план хранения отвалов на открытом воздухе и вызвал протесты местных жителей и экологов. Было принято решение пересмотреть планы строительства и потратить дополнительные средства на безопасное обращение с радиоактивными и вредными материалами. Несмотря на это, была создана и действует специальная общественная организация, выступающая против строительства скоростных железных дорог в Италии в целом. Против также выступает движение 5 звёзд.
Большое количество жалоб местных жителей на шум от проезжающих поездов TGV, вынудило SNCF построить звуковые заграждения вдоль наиболее проблемных участков LGV, однако по сей день демонстрации проходят там, где SNCF не выделило средств на их строительство.